# Млокиці
Млокиці (пол. Młokicie, нім. Weidenbach) — село в Польщі, у гміні Вількув Намисловського повіту Опольського воєводства.
Населення — 195 осіб (2011).

## Демографія
Демографічна структура станом на 31 березня 2011 року:
|          | Загалом | Допрацездатний вік | Працездатний вік | Постпрацездатний вік |
| -------- | ------- | ------------------ | ---------------- | -------------------- |
| Чоловіки | 97      | 29                 | 63               | 5                    |
| Жінки    | 98      | 19                 | 66               | 13                   |
| Разом    | 195     | 48                 | 129              | 18                   |